# Secretaría de Estado de Presupuestos y Gastos
La Secretaría de Estado de Presupuestos y Gastos (SEPG) de España es el órgano superior del Ministerio de Hacienda que dirige y coordina las actuaciones relativas a la planificación, programación y presupuestación del sector público estatal y de sus costes de personal.
En este sentido, le corresponde la formulación de la propuesta de los objetivos de estabilidad presupuestaria y el límite de gasto no financiero del Estado. Para ello, es responsable del seguimiento del cumplimiento de los objetivos de estabilidad presupuestaria, deuda pública y regla de gasto respecto de la totalidad del sector público y propondrá la adopción de las medidas tendentes a corregir las desviaciones que pudieran producirse.
Igualmente, ejerce las competencias de elaboración de las propuestas normativas a incluir en el Anteproyecto de Ley de Presupuestos Generales del Estado en materia de costes de personal en el marco de la planificación estratégica de recursos humanos. Asimismo, le corresponde informar con carácter preceptivo en las decisiones que afecten a la envolvente global de gasto de las políticas relativas a recursos humanos y regímenes retributivos del sector público, en el marco del Plan General de Recursos Humanos.
Por último, la Secretaría de Estado y sus centros son responsables de remitir al Ministerio de Hacienda de aquella información económico-financiera de interés, con el objetivo de su publicación a la Central de Información económico-financiera de las Administraciones Públicas.

## Historia
La Secretaría de Estado de Presupuestos y Gastos fue creada por real decreto de 7 de mayo de 1996, asumiendo las funciones que en esta área competencia tenía atribuidas la Secretaría de Estado de Hacienda. Esta secretaría estaba estructurada mediante las direcciones generales de Presupuestos, de Costes de Personal y Pensiones Públicas y de Análisis y Programación Presupuestaria. Además, se adscribía a ella la Intervención General de la Administración del Estado (IGAE).
La reforma ministerial del año 2000 apenas supuso cambios, con la excepción de que la Dirección General de Análisis y Programación Presupuestaria pasó a denominarse Dirección General de Fondos Comunitarios y Financiación Territorial.
En 2004 las dos secretarías de Estado del Departamento de Economía y Hacienda se agruparon bajo la nueva Secretaría de Estado de Hacienda y Presupuestos, pasando sus funciones a ser administradas por la nueva Secretaría General de Presupuestos y Gastos. Igualmente, la Dirección General de Fondos Comunitarios y Financiación Territorial cambió su denominación a Dirección General de Fondos Comunitarios.
No fue hasta 2012 que recuperó su autonomía con la misma estructura que poseía desde 2004 y que mantendrá prácticamente intacta hasta hoy, salvo por el nuevo cambio de denominación en 2017 de la dirección general destinada a controlar los fondos comunitarios. En relación con esta dirección general, en 2020 se creó una Secretaría General de Fondos Europeos a la que se adscribió junto a una nueva Dirección General del Plan y del Mecanismo de Recuperación y Resiliencia.
En diciembre de 2023, todo lo relacionado con los fondos europeos pasó a depender directamentel del ministro, mientras que a la Secretaría de Estado se le volvió a adscribir la IGAE.

## Estructura
Dependen de la Secretaría de Estado de Presupuestos y Gastos los siguientes órganos directivos:
- La Dirección General de Presupuestos.
- La Dirección General de Costes de Personal.
- La Subdirección General de Análisis y Programación Económica.
- El Gabinete del Secretario de Estado.

Está adscrita a la Secretaría de Estado la Intervención General de la Administración del Estado, con rango de Subsecretaría.

## Titular
Corresponde al titular de la Secretaría de Estado de Presupuestos y Gastos coordinar la Comisión de Políticas de Gasto, y la preside cuando no lo haga el Ministro de Hacienda, así como presidir las comisiones de Análisis de Programas. Asimismo, el titular de la Secretaría de Estado de Presupuestos y Gastos es miembro de la Comisión de Coordinación Financiera de Actuaciones Inmobiliarias y Patrimoniales y preside el Comité de Inversiones Públicas.
El titular de la Secretaría de Estado de Presupuestos y Gastos es también el titular de la Delegación Especial del Ministerio de Hacienda en Renfe Operadora y preside la Comisión de Seguimiento de la Negociación Colectiva de las Empresas Públicas.

### Secretarios de Estado
- José Folgado Blanco (7 de mayo de 1996-28 de abril de 2000)
- María Elvira Rodríguez Herrer (5 de mayo de 2000-7 de marzo de 2003)
- Ricardo Lorenzo Martínez Rico (7 de marzo de 2003-19 de abril de 2004)
- Marta Fernández Currás (30 de diciembre de 2011-11 de noviembre de 2016)
- Alberto Nadal Belda (11 de noviembre de 2016-8 de junio de 2018)[9]
- María José Gualda Romero (8 de junio de 2018-presente)[10]

## Presupuesto
La Secretaría de Estado de Presupuestos y Gastos tiene un presupuesto asignado de 183 986 700 € para el año 2023. De acuerdo con los Presupuestos Generales del Estado para 2023, la SEPG participa en dos programas:
| N.º Programa                                 | Programa                                                                                                | Dotación      | Ref.   |
| -------------------------------------------- | --- | ------------- | ------ |
| 422A                                         | Incentivos regionales a la localización industrial a través de la Secretaría General de Fondos Europeos | 144 055 260 € | [ 11 ] |
| 931N                                         | Política presupuestaria                                                                                 | 9 349 590 €   | [ 12 ] |
| 931N                                         | a través de la Dirección General de Costes de Personal                                                  | 6 388 330 €   | [ 12 ] |
| 931N                                         | a través de la Secretaría General de Fondos Europeos                                                    | 18 172 260 €  | [ 12 ] |
| 931N                                         | a través de la Dirección General de Presupuestos                                                        | 6 021 330 €   | [ 12 ] |
| Total presupuesto de la Secretaría de Estado | Total presupuesto de la Secretaría de Estado                                                            | 183 986 700 € |        |